# Ramularia anchusae
Ramularia anchusae är en svampart som beskrevs av C. Massal. 1894. Ramularia anchusae ingår i släktet Ramularia och familjen Mycosphaerellaceae.   Inga underarter finns listade i Catalogue of Life.